# Flávio Fortes
Flávio Octávio Rodrigues Fortes, más conocido como Flávio Fortes, (Mindelo, 20 de septiembre de 1992) es un jugador de balonmano caboverdiano que juega de extremo derecho. Es internacional con la selección de balonmano de Cabo Verde.
Con la selección de Cabo Verde disputó el Campeonato Mundial de Balonmano Masculino de 2021, el primero para su selección.
En la temporada 2015-16 jugó cedido en el Club Balonmano Puente Genil.

## Palmarés internacional
| Campeonato Africano | Campeonato Africano | Campeonato Africano | Campeonato Africano |
| Año                 | Lugar               | Medalla             |                     |
| ------------------- | ------------------- | ------------------- | ------------------- |
| 2022                | Egipto              | Medalla de plata    |                     |